# Gargoyle (Marvel)
Gargoyle (Isaac Christians) is een fictieve superheld uit de strips van Marvel Comics, en een van de leden van de Verdedigers. Hij werd bedacht door Marvel Comics, en verscheen voor het eerst in Defenders #94/95.

## Historie
De Gargoyles werden ooit door druïde Derwyddn tot leven geroepen voor wraak in name van het vergeten druïsme. Spijt hebbende veranderde hij alle gargoyles weer in steen. Een aantal wist echter te ontkomen. Een gargoyle werd slaaf van de Hand met 6 Vingers, totdat hij rebelleerde. Als straf werd zijn ziel verruild met die van Isaac Christians.

## Biografie
Isaac Christians was de oude burgemeester van het ingeslapen stadje Christiansboro, Virginia. Om het stadje meer aanzien te geven, sloot Isaac een pact met Avarrish, een van de leden van de duivelse Hand met 6 Vingers. Hierdoor krijgt hij het lichaam van de Gargoyle. Na een gevecht met de Defenders, waarin de Hand wordt verslagen, sluit Gargoyle zich aan bij de defenders.
Gargoyle werd, nadat hij door Moondragon tot de kwade entiteit 'Dragon of the Moon' was getransformeerd, door vier van de Defenders verslagen, en veranderde in steen. Wat er met Isaac Christians' ziel is gebeurd is niet bekend.

## Krachten en vaardigheden
Door zijn pact met de Hand heeft Isaac een demonisch uiterlijk. Zijn huid is lederachtig taai en vormt een pantser, en hij heeft kleine vleermuisachtige vleugels op zijn rug, waarmee hij kan manoeuvreren. Vliegen doet hij middels mystieke levitatie. Hij is ongeveer 10 tot 15 maal zo sterk als een mens. Gargoyle kan ook bio-energie afvuren. In deze vorm wordt Gargoyle niet ouder en is immuun voor ziekte. Verder kan hij 'leven zuigen', waardoor zijn slachtoffer verzwakt.